# 3614 Тюмілті
3614 Тюмілті (3614 Tumilty) — астероїд головного поясу, відкритий 12 січня 1983 року.
Тіссеранів параметр щодо Юпітера — 3,182.